# 藍野美穂
藍野 美穂（あいの みほ、1987年5月28日 - ）は、東京都足立区出身の元女子競輪選手で現在はフリーアナウンサー。
日本競輪選手会東京支部所属、ホームバンクは松戸競輪場。日本競輪学校（当時。以下、競輪学校）第102期生。師匠は齊藤努（69期）。

## 経歴
小学校ではバドミントン、中学校では陸上競技、高校ではダンスに打ち込んだという。高校は東京都立忍岡高等学校に在学した。就職後、アパレル関連の仕事をしながらダンスを続けたのち自転車競技にものめり込みトラックレーサーに乗っていたとき、ガールズケイリンが始まることを知って競輪選手を目指したという。
2011年2月25日、競輪学校第102回適性試験に合格。在校競走成績は32位（0勝）。
2012年7月13日、松戸競輪場でデビューし7着。同年8月29日の平塚競輪平塚法人会杯初日第7レースで3着となり、デビュー後初めての連対となった。オールガールズ戦として行われた2014年10月30日松戸競輪スピーチーズCUPでは
、捲る森美紀を追走し自身最高位となる2位となった。
2015年8月4日防府競輪7レースで落車し1か月欠場、2016年前期での強制引退代謝が決定的となったことから、2016年6月28日小倉ケイリンミッドナイト競輪オッズパーク杯第1レース一般戦での7着がラストランとなった。
2016年7月8日、選手登録消除。現役時代の戦績は312戦0勝。
引退後はホームバンクたった松戸競輪場のレポーター、競輪解説者および予想者、競輪ツアーガイドとして活動。現在は八丈島に移住し、フリーの競技場アナウンサーとして活動中。
2021年7月末、第一子を出産。